# Episodi de Il commissario Cordier (serie televisiva 1992)

## Pilota
1. Dipinto alla pistola (Peinture au pistolet)

## Prima stagione
1. L'assassino del quartiere bene (L'assassin des beaux quartiers)
2. Il denaro sporco (L'argent des passes)
3. 36 15 Pretty Doll (3615 pretty doll)
4. Combinazione mortale (Combinaison mortelle)

## Seconda stagione
1. Una socia di troppo (Une associée en trop)
2. Morte programmata (Une mort programmée)
3. In fuga con mia sorella (Bébé en cavale)
4. Un testimone affascinante (Un si joli témoin)
5. Cecile, bambina mia (Cécile mon enfant)

## Terza stagione
1. Una voce nella notte (Une voix dans la nuit)
2. Redenzione (Refaire sa vie)
3. Meglio dimenticare (La mémoire blessée)
4. Storie di donne (Affaires de femmes)
5. Ci siamo, giudice (Le petit juge)

## Quarta stagione
1. Il segreto di Cathy (Cathy)
2. Comitato D'accoglienza (Comitè D'Accueil)
3. Spari oltre la porta (Le crime d'à coté)
4. Addio alla bandiera (L'adieu au drapeau)
5. La torre di giada (La tour de jade)
6. Il fratellino (Le petit frère)
7. Pulsione mortale (Boulot de flic)
8. L'occhio del ciclope (L'œil du cyclope)

## Quinta stagione
1. Auto pericolosa (Rangée des voitures)
2. La stella cadente (L'étoile filante)
3. Un ragazzo misterioso (Un garçon mystérieux)

## Sesta stagione
1. Per amore di una figlia (Trahie par les siens)
2. La truffa (Née en prison)
3. Intrigo a mezzanotte (Piège à minuit)
4. L'onore di un uomo (L'honneur d'un homme)
5. Un legame nascosto (Le deuxième fils)

## Settima stagione
1. Crimini del cuore (Crimes de cœur)
2. Le tavole della legge (Les tables de la loi)
3. Il diavolo nel cuore (Le diable au cœur)
4. Le onde del passato (Lames de fond)

## Ottava stagione
1. Sotto copertura (Faux-semblants)
2. Elezioni (Menace sur la ville)
3. Salto mortale (Saut périlleux)
4. Il barone della chirurgia (Portrait au scalpel)
5. Sangue freddo (Sang-froid)

## Nona stagione
1. Scommessa mortale (Dette mortelle)
2. Delitto perfetto (Otages)
3. Verità e bugie (Mensonges et vérité)
4. Doppia identità (Angela)

## Decima stagione
1. Il sacrificio di Lambert (Adieu mulet)
2. Un avvocato scomodo (Mort d'un avocat)
3. Il supplente (Cours du soir)
4. Note disperate (Fausses notes)
5. La strega (La sorcière)

## Undicesima stagione
1. Ore disperate (La rançon)
2. Legame di sangue (Liens de sang)
3. Un amore impossibile (Le chien de Charlotte)
4. Doppia vendetta (Choc en retour)
5. Mossa falsa (Faux départ)
6. Ragione di stato (Raison d'état)
7. Giochi pericolosi (Temps mort)

## Dodicesima stagione
1. Confessione imprevista (Silences coupables)
2. Passione omicida (Délit de fuite)
3. La notte del sacrificio (La nuit du sacrifice)
4. Falsa identità (Copie conforme)
5. Tesi per un delitto (Cas d'école)